# Irish coffee
L'Irish coffee, o caffè irlandese, è un caffè caldo, zuccherato, corretto con Whiskey irlandese e con uno strato di panna sulla superficie.
Viene servito pre-riscaldando il bicchiere, mettendoci il caffè corretto e zuccherato ed aggiungendovi per ultima la panna, leggermente montata. A volte, ma piuttosto raramente, al caffè vengono aggiunte spezie quali la noce moscata o la cannella.

## Storia
L'invenzione del cocktail è rivendicata dalla cittadina irlandese di Foynes, nel cui bar del porto e dell'aeroporto veniva servito per riscaldare i passeggeri reduci dalle traversate trans-atlantiche.
Secondo la tradizione, l'elaborazione della bevanda si deve a Joe Sheridan, chef del ristorante O'Regan di fronte all'aerostazione. Era il 1943 e all'aeroporto giunsero in piena notte dei passeggeri stanchi e stizziti per la cancellazione del loro volo dovuta al maltempo. Joe Sheridan pensò allora di servire loro qualcosa di robusto che potesse rinfrancare e "riscaldare" i passeggeri. Preparò del caffè molto forte, aggiunse zucchero e whiskey, completando con una guarnizione di panna. Quando i passeggeri gli chiesero se si trattasse di caffè brasiliano, Mr. Sheridan divertito rispose: «No, è caffè irlandese!».
Anni dopo, Stanton Delaplane, giornalista del San Francisco Chronicle, importò la bevanda negli Stati Uniti dopo averla assaggiata all'aeroporto di Shannon, in Irlanda, dove Joe Sheridan si era trasferito.
Nel 1988, l'Autorità Irlandese degli Standard Nazionali pubblicò lo standard di preparazione dell'Irish Coffee, noto sotto la voce "I.S. 417: Irish Coffee".

### Varianti dell'Irish Coffee
Essendo il tipo di caffè e il metodo di realizzazione della panna componenti fondamentali per la realizzazione di un perfetto Irish Coffee, non è inusuale imbattersi in bevande spacciate per Irish Coffee, ma che da essa si differenziano enormemente.
Ad esempio, in alcuni bar del sud est asiatico viene servito un cocktail freddo con caffè e whisky, qualche volta senza panna, che viene venduto sotto il nome di "Irish Coffee".
In Spagna la bevanda viene chiamata col nome di "Café Irlandés", e viene solitamente servita con uno strato di whisky sul fondo, uno strato di caffè al centro ed uno strato di panna sulla cima del bicchiere; spesso la bevanda viene creata con specifici dispositivi presenti all'interno del bar.
In Giamaica si tende a sostituire il whiskey con il rum locale.
Sotto la voce di Highland Coffee va invece quella bevanda calda al caffè che sostituisce il whiskey con dello scotch.

Molte bevande con base di caffè caldo e liquore hanno inoltre derivato il loro nome dall'Irish Coffee. Un esempio su tutti potrebbe essere il Bailey's Coffee, che tuttavia si differenzia dal vero Irish Coffee per l'utilizzo di una crema liquorosa al caffè in sostituzione del tradizionale whisky.

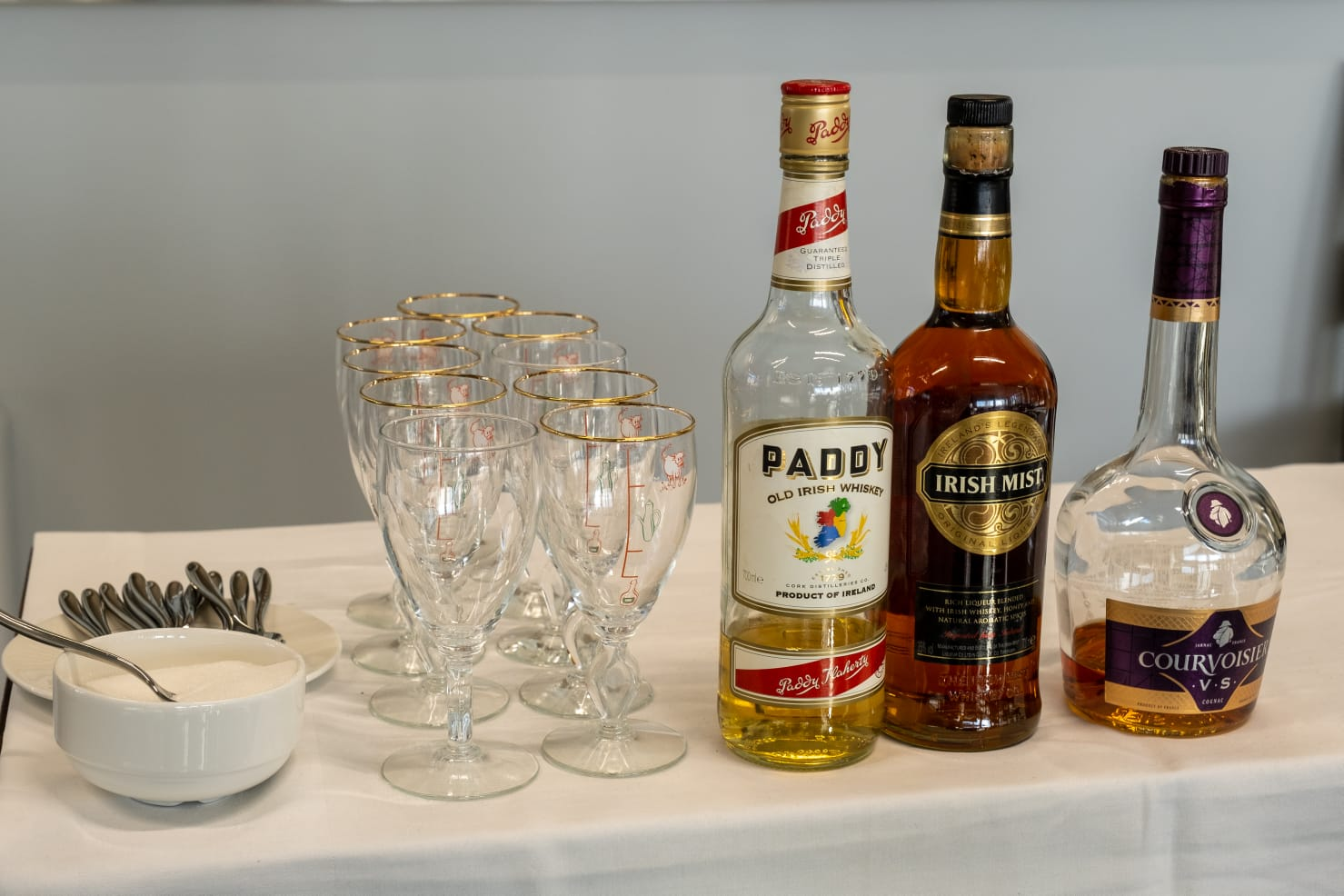
ingredienti per Irish coffee
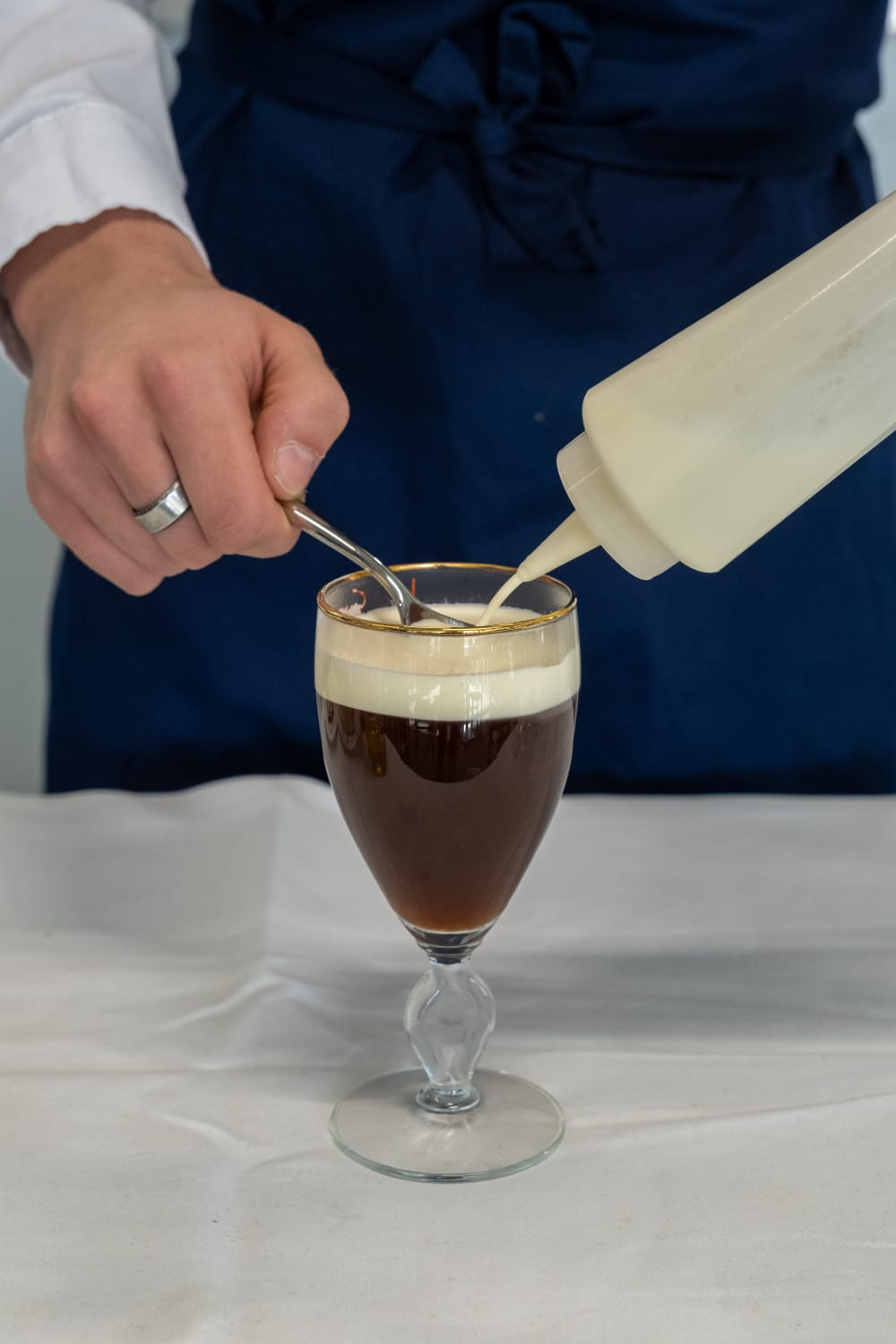
Per preparare l’Irish Coffee si aggiunge la panna lentamente attraverso un cucchiaio